# Хуан Мануель Крус
Хуан Маунель Крус (ісп. Juan Manuel Cruz, нар. 19 липня 1999, Буенос-Айрес, Аргентина) — аргентинський футболіст, нападник італійського клубу «Верона».

## Ігрова кар'єра
Уродженець Буенос-Айреса, Хуан Мануель Крус є вихованцем столичного клубу «Банфілд». В основі якого дебютував 1 квітня 2021 року у матчі Кубка ліги проти «Велес Сарсфілд».
В Аргентині Крус провів два сезони, після чого влітку 2023 року як вільний агент перейшов до італійської «Верони». Першу гру в чемпіонаті Італії Крус провів 2 жовтня проти «Торіно».

## Особисте життя
Хуан Мануель є сином Хуліо Рікардо Круса — аргентинського футболіста, відомого своїми виступами у складі італійського «Інтера».